# Pierre Lacau
Pierre Lacau /pjɛʀ laˈko/ (Brie-Comte-Robert, 25 novembre 1873 – Parigi, 26 marzo 1963) è stato un egittologo e filologo francese.

## Biografia
Istruito presso scuole cattoliche gesuitiche, seguì dapprima studi di filosofia per poi dedicarsi alla linguistica e all'egizio in particolare. Seguì i corsi di Gaston Maspero, dopo la prima esperienza di quest'ultimo quale direttore del Museo egizio del Cairo, presso l'École des Hautes Études e il Collège de France appassionandosi all'egittologia ed entrando a far parte dell'Istituto francese di Archeologia Orientale nel 1899. L'anno seguente, nel 1900, lo stesso Maspero lo aggregò alla Commissione Internazionale per la realizzazione del Catalogo Generale del Museo del Cairo.
Dal 1912 al 1914 fu Direttore dell'Istituto francese di Archeologia Orientale e dal 1914 al 1936 resse il Servizio di Antichità dell'Egitto, incarico in cui subentrò a Gaston Maspero, ma che non poté assumere se non al termine della prima guerra mondiale.
Nel 1938, rientrato dal Cairo, assunse l'incarico di insegnante di Egittologia presso il Collège de France che resse fino al 1947.

## La tomba di Tutankhamon
Durante tale ultimo incarico, nel 1922, si trovò a sovrintendere alle operazioni per la scoperta della tomba di Tutankhamon rendendo ancor più rigide le regole a suo tempo imposte dal Segretario Generale del Museo del Cairo Georges Émile Jules Daressy; queste, infatti, prevedevano che gli oggetti rinvenuti durante gli scavi fossero divisi tra lo scopritore e il Museo del Cairo. Lacau tentò di mitigare tale usanza autorizzando gli eredi di Lord Carnarvon, patrocinatore dei lavori di scavo della tomba di Tutankhamon diretti da Howard Carter, a trattenere solo uno di tutti gli eventuali reperti "doppi"; anche tale concessione, tuttavia, venne bloccata dal Governo Egiziano. I rapporti tra Lacau e Carter, tuttavia, furono sempre conflittuali anche a causa dell'esclusiva concessa da Lord Carnarvon al The Times di Londra di tutte le notizie relative alle operazioni di scavo della tomba, condizione che aveva anche suscitato le vivaci proteste del Governo egiziano.
Nel febbraio 1924, anche per insistenza del neoeletto Ministro dei Lavori Pubblici del partito Nazionalista, Morcos Bey Hanna, fece bloccare l’accesso alla tomba dalla polizia tanto che Carter, per protesta, chiuse gli scavi e lasciò l'Egitto per un ciclo di conferenze negli Stati Uniti.

## Pubblicazioni
- Catalogue général des antiquités égyptiennes du Musée du Caire. Sarcophages antérieurs au Nouvel Empire, Il Cairo, Imprimerie de l'Institut Français d'Archéologie Orientale, 1904
- Une stèle juridique de Karnak, Il Cairo, SASAE 13, 1933
- con Henri Chevrier, Une Chapelle de Sésostris Ier à Karnak, Vol. 1, Il Cairo, 1953
- con Henri Chevrier, Une Chapelle de Sésostris Ier à Karnak, Vol. 2 con tavole, Il Cairo, 1959
- con Jean-Philippe Lauer, Fouilles à Saqqarah. La pyramide à degrés. Tome V. Inscriptions à l'encre sur les Vases, Parigi, Institut français d'archéologie orientale, 1965
- con Jean-Philippe Lauer, Les Inscriptions gravées sur le vases, 1938